# محتوای قابل دانلود

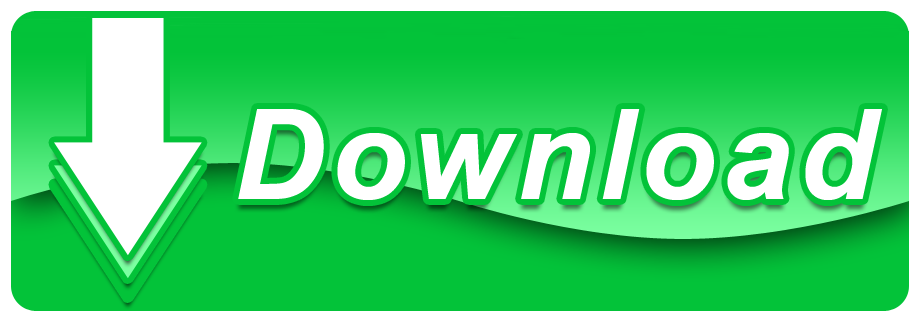
محتوای قابل‌دانلود

محتوای قابل‌دانلود (به انگلیسی: Downloadable content) که به صورت کوتاه با عنوان «DLC» شناخته می‌شود، محتوای افزوده‌ای برای یک بازی است که توسط توسعه دهنده بازی ویدئویی برای دانلود در اینترنت قرار داده می‌شود. این محتواهای اضافی ممکن است طیفی گسترده از تغییراتی بسیار جزئی مانند تغییر لباس شخصیت‌ها تا تغییرات کلی مانند ایجاد یک داستان جدید، گیم‌پلی و شخصیت‌های جدید را در یک بازی ایجاد کند. این محتواهای اضافی در دو صورت رایگان یا قابل خرید، قابل دانلود از اینترنت است.
DLCها برای کنسول های بازی و رایانه شخصی ارائه می شوند.